# Sergej Tivjakov

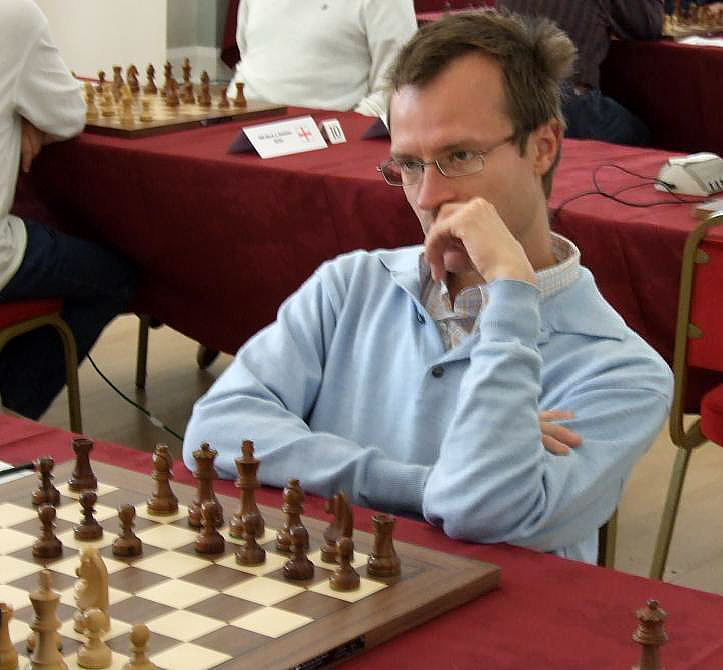
Sergej Tivjakov

Sergej Nikolajevitj Tivjakov (ryska: Сергей Николаевич Тивяков), född 14 februari 1973 i Krasnodar, Sovjetunionen, är en holländsk schackspelare och stormästare. Tivjakov vann holländska mästerskapen i schack 2006 och 2007. 2008, i Plovdiv, blev han Europamästare med 8,5/11.